# Bruno Baum
Pour les articles homonymes, voir Baum.
Bruno Baum, né le 13 février 1910 à Berlin et mort le 13 décembre 1971 à Potsdam, est un communiste allemand, engagé dans la résistance au nazisme et survivant du camp de concentration d’Auschwitz en Pologne.

## Biographie
Bruno Baum est fils d'un tailleur juif allemand. De 1916 à 1924, il étudie à l'école primaire et secondaire à Berlin. En 1928 il suit un apprentissage d'électricien. Il exerce cette profession de 1929 à 1930. Il devient membre de l'Association des métallurgistes allemands et entre en 1926 à la Ligue des jeunes communistes d'Allemagne. En 1927, il devient membre du KPD. En 1929, il adhère à l'Union des combattants du Front rouge (Roter Frontkämpferbund). Il est emprisonné à plusieurs reprises. De 1933 et 1934, il travaille chez Siemens. En 1934, il étudie à l'École internationale Lénine à Moscou.
Le 4 décembre 1935, Bruno Baum est arrêté avec Erich Honecker et Edwin Lautenbach et passe 18 mois en détention à la prison de Plötzensee. En juin 1937, il est condamné à 13 ans de prison pour « complot en vue de commettre une haute trahison ». De 1937 à 1943, il est emprisonné dans le pénitencier de Brandenburg-Görden et plus tard il est transféré à Auschwitz.
Au camp principal d'Auschwitz, il travaille comme électricien et a une relative liberté de mouvement. À partir d'août 1944, il remplace Ernst Burger — qui prépare son évasion — à la direction politique du Kampfgruppe Auschwitz (Groupe de combat d'Auschwitz). Cette organisation de résistance entretient des relations avec d'autres Kommandos de travail, pour collecter des informations.
Le 18 janvier 1945, le camp de concentration d'Auschwitz est évacué et Baum subit la marche de la mort jusqu'au camp de concentration de Mauthausen. Le 5 mai 1945, il est libéré par l'armée américaine.
De 1945 à 1949, il est secrétaire au ministère de la culture et de l'éducation en République démocratique allemande. De 1946 à 1951, il est membre de la direction nationale du SED à Berlin. En 1957, il est député de la Chambre du peuple (jusqu'en 1963) et, en 1958, membre du Comité central du SED.

## Publications
- Es geht um unsere Kinder. Berlin 1947.
- Unser Plan zur Gesundung Berlins. Der Berliner Zweijahresplan. Berlin 1948.
- Schafft Ordnung in Berlin. Der Weg zur Normalisierung der Wirtschaft. Berlin 1948.
- Widerstand in Auschwitz. Bericht der internationalen antifaschischen Lagerleitung. 1. Aufl.: VVN-Verlag, Potsdam 1949 (55 Seiten; Frontispiz: Josef Cyrankiewicz)[3].
  - Erw. Neuausgabe, gleicher Ober-Titel: (genannt 1. Aufl.) Kongress, Berlin 1957 (108 & 4 S.); 2. bearb. Aufl. ebd. 1962 (110 S.)[4]
- Die Aufgaben der Partei bei der Durchführung der Gewerkschaftswahlen und der Ausarbeitung des VEB-Planes. Berlin 1952.
- Friedliche Verständigung sichert den Arbeitsplatz. Berlin 1953.
- Die letzten Tage von Mauthausen. Berlin 1965.